# Luis Fernando León
Luis Fernando León Bermeo (Los Ríos, 1993. április 11. –) ecuadori labdarúgó, az Independiente del Valle hátvédje.